# Clymene cylindricauda
Clymene cylindricauda är en ringmaskart som beskrevs av Sars 1867. Clymene cylindricauda ingår i släktet Clymene och familjen Maldanidae. Inga underarter finns listade i Catalogue of Life.